# Milwaukee-Projekt
Das Milwaukee-Projekt war ein Forschungsprojekt der University of Wisconsin für Kinder von Müttern mit einem IQ von weniger als 80 mit dem Ziel, diese Kinder in ihrer intellektuellen Entwicklung zu fördern. Es ist unklar wie die Ergebnisse des Projektes zustande kamen, sie wurden nie wissenschaftlich nachvollziehbar publiziert.

## Warum das Projekt gestartet wurde
In der amerikanischen Stadt Milwaukee wurde in den 1960er Jahren von Kinderpsychologen auf ein großes Problem hingewiesen: Aus einem Stadtviertel, in dem 3 % der Einwohner Milwaukees lebten, kamen 33 % aller geistig zurückgebliebenen Kinder der Stadt. Die Lebensbedingungen in diesem Viertel waren außerordentlich schlecht. Mehr als die Hälfte der Bewohner war arbeitslos; Alkoholkonsum und Drogensucht weit verbreitet. Zwei dort ansässige Jugendbanden stritten sich um die Macht, so dass die Kinder nicht mehr auf den Spielplätzen spielen konnten. Die Mütter waren oft alleinerziehend, hatten ihre Kinder oft schon in jugendlichem Alter geboren und waren mit deren Erziehung überfordert. Bei einem hohen Prozentsatz der Mütter konnte eine geistige Behinderung festgestellt werden.

## Das Projekt
An dem Projekt unter der Leitung von Rick Heber von der University of Wisconsin konnten Kinder teilnehmen, deren Mütter einen IQ von 80 und weniger hatten. 40 Mütter waren damit einverstanden, dass ihre Kinder an dem Projekt teilnahmen. Es wurden zwei Gruppen aus je 20 Kindern gebildet, eine Behandlungsgruppe und eine Kontrollgruppe. Da einige Mütter ihre Kinder aus dem Experiment zurückzogen, wurde die Anzahl der Kinder in der Behandlungsgruppe auf 17 und die in der Kontrollgruppe auf 18 reduziert.

## Das Infant Stimulation Center
Die Kinder der Behandlungsgruppe wurden bereits als Babys in ein sogenanntes Infant Stimulation Center gebracht. Dort bekamen jedes Kind einen persönlichen Betreuer. Bei diesen handelte es sich um promovierte Akademiker aus dem Gebiet der Pädagogik und der Psychologie. Aufgabe der Betreuer war es, mit dem jeweiligen Kind zu reden, Lernspiele zu spielen und ihm vorzulesen. Zudem wurden die Kinder geimpft und für jedes Kind von einem Arzt ein Speiseplan erstellt. Mit dem sechsten Lebensjahr der Kinder endete das Projekt. Sie wurden nicht mehr gefördert und besuchten die schlechten öffentlichen Schulen ihres Viertels.

## Die Erfolge
Mit 6 Jahren erwiesen sich die Kinder aus der Behandlungsgruppe als überdurchschnittlich intelligent. Sie hatten einen durchschnittlichen IQ von 120. Die Kinder aus der Kontrollgruppe dagegen hatten nur einen durchschnittlichen IQ von 87.
Im Alter von 14 Jahren hatten die Kinder aus der Behandlungsgruppe noch einen IQ von 101, die aus der Kontrollgruppe von 91.

## Der Fall „Susie“
Ganz besonders interessant ist der Fall eines Mädchens, das als „Susie“ in die Literatur einging. Susie wurde unter außerordentlich ungünstigen Bedingungen geboren: Ihre Mutter war die Tochter einer Alkoholikerin und verbrachte ihre Kindheit in Heimen. Im letzten Heim, in dem sie lebte, wurde sie sexuell missbraucht und durch diesen Missbrauch kam Susie zur Welt. Susies Mutter litt unter einer außergewöhnlich schweren Form der geistigen Behinderung. Ihr IQ lag unter 50, Dinge des täglichen Lebens wie zum Beispiel einzukaufen oder einen Haushalt zu führen fielen ihr schwer.
Susie nahm als eines der Kinder der Betreuungsgruppe am Milwaukee-Projekt teil. Als erwachsene Frau gelang es ihr, BA-Abschlüsse an zwei verschiedenen Universitäten zu erlangen und danach einem Beruf nachzugehen. Ihr IQ liegt zwischen 120 und 125.

## Zweifel am Projekt, mangelnde Beweise
Der von den Durchführenden behauptete Erfolg des Milwaukee Projekts wurde anfangs in den öffentlichen Medien und von bekannten Psychologen gefeiert. Später jedoch wurde allerdings der leitende Wissenschaftler des Projektes, Rick Heber, von der Universität Wisconsin-Madison entlassen. Er wurde zu einer Gefängnisstrafe aufgrund der Veruntreuung von öffentlichen Fördermitteln verurteilt, ebenso wie zwei seiner Mitarbeiter. Die Ergebnisse des Projektes wurden in keinem nach wissenschaftlichen Standards arbeitenden Journal je veröffentlicht und Fragen nach den Rohdaten und den technischen Details der Studie wurden nicht beantwortet. Konsequenterweise wurde daher sogar die Existenz des Projektes angezweifelt, obwohl die Studie in zahlreichen psychologischen Fachbüchern unkritisch zitiert wurde.
Es wird weiterhin kritisiert, dass die beiden Gruppen zu klein gewesen wären, so dass nicht überprüfbar sei, ob die Ergebnisse nur durch Zufall zustande gekommen sind.
Andererseits wurden die hohen Kosten des Projekts kritisiert, da es etwa 14 Millionen US-Dollar kostete.